# Совхоз «Сормовский Пролетарий»
Совхо́з «Со́рмовский Пролета́рий» — посёлок в городском округе Бор Нижегородской области России.

## География
Посёлок находится в центральной части Нижегородской области, в зоне хвойно-широколиственных лесов, на расстоянии приблизительно 29 км (по прямой) к северо-западу от города Бор, административного центра округа.

### Климат
Климат характеризуется как умеренно континентальный, с коротким умеренно тёплым летом и холодной продолжительной зимой. Среднегодовая температура воздуха — 3,6 °C. Средняя температура воздуха самого холодного месяца (января) — −13 °C (абсолютный минимум — −42 °C); самого тёплого месяца (июля) — 18,5 °C (абсолютный максимум — 37 °С). Среднегодовое количество атмосферных осадков составляет 500—600 мм, из которых две трети выпадает в тёплый период.

### Часовой пояс
Совхоз «Сормовский Пролетарий», как и вся Нижегородская область, находится в часовой зоне МСК (московское время). Смещение применяемого времени относительно UTC составляет +3:00.

## Население
| 2002 | 2010 |
| ---- | ---- |
| 977  | ↘934 |

### Национальный состав
Согласно результатам переписи 2002 года, в национальной структуре населения русские составляли 99 %.

## Улицы
| - ул. Клубная, - ул. Лесная, - ул. Озёрная, - ул. Речная, | - ул. Садовая, - ул. Центральная, - ул. Шоссейная. |